# Pusillina sarsii
Pusillina sarsii is een slakkensoort uit de familie van de Rissoidae. De wetenschappelijke naam van de soort is voor het eerst geldig gepubliceerd in 1846 door Lovén.